# میرمظفر خورشیدی
میرمظفر خورشیدی (زادهٔ حوالی ۹٨۵ قمری – درگذشتهٔ ۱۰۵۶ قمری) ملقب به امیرسیف، امیرالامرای ده‌بالا و فرمانده نظامی دورهٔ صفوی بود. او به فرمان شاه عباس یکم در سال ۱۰۱۰ قمری به عنوان امیرالامرای مناطق شمالی ایلام کنونی منصوب شد و تا پایان عمر این منصب را حفظ کرد.

## زندگینامه
میرمظفر در قلعه شاپورخواست متولد شد. پدرش میرشاهوردی‌خان خورشیدی واپسین اتابک لر کوچک و مادرش زیوربیگم دختر پریخان خانم (دختر شاه تهماسب یکم) خانم بود. بر اساس اسناد خانوادگی، مادرش در ۱۷ سالگی ازدواج کرد و میرمظفر حدود یک سال پس از ازدواج آنان متولد شد.

## سیاست‌ورزی پس از کشتار سراب شهوا
در ذی‌الحجه ۱۰۰۹ قمری، میرمظفر خورشیدی تنها بازماندهٔ اصلی کشتار سراب شهوا بودکه با جراحات شدید از محل گریخت. او پس از عبور از کوهستان‌های پشتکوه، به قلمرو امپراتوری عثمانی پناه برد. در سال ۱۰۱۰ قمری، با وساطت مادرش زیوربیگم و پس از مذاکرات پیچیده، شاه عباس صفوی بازگشت او به ایران را پذیرفت.

## توافق تاریخی با دربار صفوی
شاه عباس به شرط پذیرش حاکمیت مرکزی، دو منصب کلیدی به میرمظفر اعطا کرد:
1. رئیس مجلس سه‌نفری والی در خرم‌آباد
2. امیرالامرای حسین‌آباد (ایلام) (شامل شمال ایلام کنونی)

| وظایف مجلس سه‌نفری                          | اختیارات                   |
| ------------------------------------------ | -------------------------- |
| نظارت بر عملکرد حسین‌خان فیلی (والی لرستان) | تأیید نصب و عزل حکام محلی  |
| حل اختلافات ایلات گرمسیرات و پشتکوه        | داوری در منازعات مالیاتی   |
| هماهنگی ایلات با حکومت مرکزی               | تنظیم روابط طوایف با دربار |

## تحول قدرت خاندان خورشیدی
این توافق:
- اقتدار صفویان را در غرب ایران تثبیت کرد.
- ساختار قدرت خاندان را از "حکومت مستقل ایلی" به "نهاد نظارتی در چارچوب صفوی" تبدیل نمود.
- میرمظفر را به نمادی از دیپلماسی ایلی در دوران بحران بدل ساخت.[۸]

## حکومت
در سال ۱۰۱۰ قمری، شاه عباس یکم طی فرمان رسمی، میرمظفر را به مناصب زیر منصوب کرد:
- امیرالامرای دیوالا (شامل مناطق شمالی ایلام کنونی)
- رئیس عشایر گرمسیری با مسئولیت مدیریت ۲۰ ایل و طایفه از جمله ایلات ارکوازی و بولی و پنجستون و دیوالایی و بدره و میشخاص و ریزوند و چم‌آب و سوره‌میری و دیوالای و عالی بگی و ...
- فرمانده نظامی مرزهای غربی در برابر عثمانی‌ها

میرمظفر در ساختار اداری حسین‌خان سلاورزی (والی لرستان) به عنوان عضو شورای سه‌نفره خدمت می‌کرد.

## فرزندان و جانشینی
| نام      | نقش                                                                                              | دوران فعالیت  |
| -------- | ------------------------------------------------------------------------------------------------ | ------------- |
| میرمنصور | از سرداران صفوی، والی سیستان، رهبری ایلات و صفحات شمالی پشتکوه و بنیان گذار توشمالان ایل ارکوازی | ١٠٣٤–١١٠٤ ه.ق |
| میرتیمور | رهبر مهاجران گرمه‌ای در کوهدشت                                                                    | ١٠٤٣–۱۱۳۳ ه.ق |

## درگذشت و میراث
میرمظفر در سال ۱۰۵۶ قمری درگذشت و در امیرسیف قیلاب اندیمشک به خاک سپرده شد. سنگ قبر وی که تاریخ وفات را نشان می‌دهد، هم‌اکنون در موزهٔ اندیمشک نگهداری می‌شود.
وصیت‌نامه‌ یکی از نبیره های میرمظفر خورشیدی در تاریخ ۱۲۰۴ قمری، به دامادش توشمال میرزاحسین خانیدل تأکید کرده است:
سنگ و ساج و طاق و تنگ گور امیرسیف مظفر از گزند حافظ باشید.